# Paruline rouge
Cardellina rubra
Vous lisez un « bon article » labellisé en 2011.
Espèce
Synonymes
- Setophaga rubra Swainson, 1827
(protonyme)
- Ergaticus ruber (Swainson, 1827)

Statut de conservation UICN

 LC UICN 3.1 : Préoccupation mineure
La Paruline rouge (Cardellina rubra) est une espèce de passereaux appartenant à la famille des Parulidae, endémique des hauts plateaux du Mexique, au Nord de l'isthme de Tehuantepec. Elle est étroitement apparentée à la Paruline à tête rose du Sud du Mexique et du Guatemala avec qui elle forme une super-espèce. Elle est représentée par trois sous-espèces, qui vivent dans des zones disjointes. Elles diffèrent essentiellement par la couleur de leur tache sur l'oreille et par la luminosité et le ton de leur plumage. Les adultes sont rouge vif, avec une tache blanche ou grise sur l'oreille, selon la sous-espèce. Les jeunes oiseaux sont brun-rose, avec une tache auriculaire blanchâtre et deux barres pâles sur les ailes.
Comme tous les Parulidae du Nouveau Monde, la Paruline rouge est un insectivore. Elle cherche surtout sa nourriture dans les arbustes. La reproduction a lieu généralement entre février et mai. La femelle pond 3 à 4 œufs dans un nid en forme de dôme posé sur le sol. Bien qu'elle soit seule à couver les œufs, les deux sexes nourrissent les jeunes et retirent les sacs fécaux du nid. Le premier envol des jeunes a lieu dans les 10 à 11 jours suivant l'éclosion.

## Description

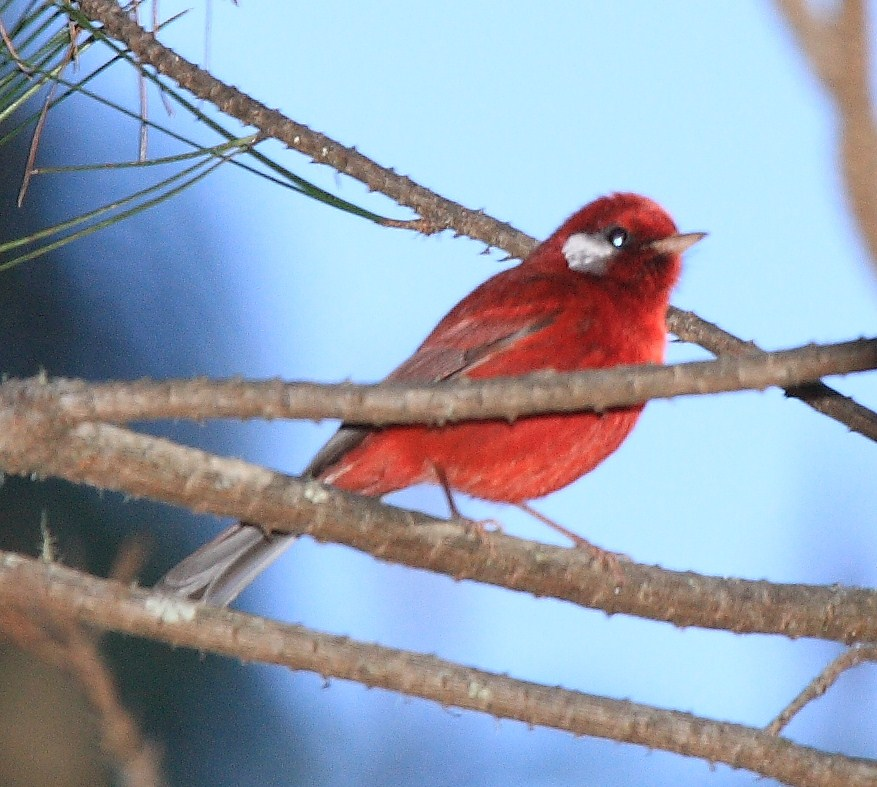
Spécimen de la sous-espèce type, C. r. rubra.

La Paruline rouge est un petit passereau, mesurant de 12,5 à 13,5 centimètres de longueur et pesant entre 7,6 et 8,7 grammes. Adulte, elle est entièrement rouge avec une tache auriculaire blanche ou gris foncé de chaque côté de la tête. Ses ailes et sa queue sont légèrement plus foncées et bordées d'un rouge rosé. Ses pattes sont couleur chair, son bec aussi, avec l'extrémité foncée. Les plumes de cette espèce contiennent des alcaloïdes qui rendent l'oiseau désagréable à consommer et elle est considérée non comestible.
Juvénile, la Paruline rouge est de couleur rose-brun avec une tache auriculaire blanchâtre. Ses ailes et sa queue sont plus sombres et ont les bords de couleur rose-cannelle, avec deux barres alaires plus pâles.

## Écologie et comportement

### Chant
La Paruline rouge a plusieurs chants habituels dont un petit cri aigu tsii et un pseet plus fort. Son chant est un mélange de trilles courts et d'un gazouillis varié, entrecoupé de morceaux aigus. Contrairement aux autres espèces habitant dans la même région, elle a tendance à ne chanter que le matin par beau temps pendant la saison de reproduction ; elle chante moins souvent par temps nuageux et, en dehors de cette période, ne chante pas.

### Comportement
Bien qu'on puisse parfois la trouver dans des bandes d'espèces de passereaux mixtes, la Paruline rouge vit généralement seule ou en couple. Les jeunes choisissent probablement leur partenaire à l'automne de leur première année et les couples restent ensemble toute l'année, sauf pendant les mauvaises périodes climatiques et pendant la mue qui suit la période de reproduction.

### Alimentation
La Paruline rouge est insectivore. Elle cherche sa nourriture surtout en bas et à mi-hauteur des arbustes, se déplaçant lentement et volontairement dans des zones les plus dégagées de la végétation et se nourrissant en picorant dans les fissures des écorces et les faisceaux d'aiguilles de pin. Elle s'arrête parfois pour se nourrir dans les amas d'aiguilles. Bien qu'elle soit dépourvue d'adaptations apparentes pour l'escalade, elle grimpe régulièrement pour rechercher ses proies sur les écorces et les plantes épiphytes des branches, souvent pendue la tête en bas pendant ses recherches. Dans les bois à feuilles caduques, elle attrape généralement les insectes en vol, faisant de brèves envolées pour les poursuivre et les attraper. Lorsqu'elle est exceptionnellement associée avec d'autres espèces, elle se nourrit aux côtés des autres oiseaux, sans aucun signe de conflit, ne présentant aucune hostilité à l'égard des autres espèces avec lesquelles elle est en concurrence. Son aire d'alimentation est très réduite, souvent limitée à quelques dizaines de mètres carrés par jour. Vers la fin de l'après-midi, elle diminue ses recherches et se repose, faisant souvent de brèves siestes, dans les sous-bois. Bien qu'elle ne se nourrisse généralement pas après le coucher de soleil, elle peut le faire pour profiter des sources de nourriture transitoires, telles que l'éclosion des névroptères.

### Reproduction
La Paruline rouge niche principalement au début du printemps, de février jusqu'au mois de mai, et au moins un nid contenant des jeunes a été trouvé à la fin juin. La femelle construit le nid seule, une tâche qui lui prend généralement 4 à 6 jours. Elle choisit pour son emplacement un endroit ensoleillé, comme des zones des chablis causés par le vent, sur les bords boisés d'un sentier ou d'un cours d'eau, ou une petite clairière. Le nid est fait de végétaux entremêlés de façon serrée, caché dans la végétation basse et ancré à des tiges de la végétation environnante. Volumineux et désordonné sur sa face externe, il est généralement constitué d'aiguilles de pins et d'herbes mortes, accessoirement de lichens, de mousses, de feuilles mortes, de lambeaux d'écorce et de morceaux de frondes de fougères ; la plupart de ces matériaux sont recueillis sur le sol près du nid, même si certains sont pris dans les branches basses avoisinantes ou plus éloignées. Le nid, qui est généralement fermé avec une entrée sur le côté ou vers le haut, mesure environ 15 cm de large sur 18 cm de long et 11 cm de haut. Un petit nombre de nids se présentent simplement sous forme de coupes, sans le toit typique de ces structures. À l'intérieur, le nid est propre et compact, tapissé d'herbes fines et de duvet végétal qui est généralement recueilli aux alentours du nid.
Au début de la saison de reproduction, il s'écoule 11 jours entre l'achèvement du nid et la ponte du premier œuf. Plus tard dans la saison, cet intervalle diminue, de sorte qu'en fin de saison le premier œuf est pondu dès que le nid est prêt. La femelle pond généralement trois œufs, mais des couvées comptant jusqu'à quatre œufs ont été observées. Les œufs sont diversement décrits : de couleur rose pâle avec des taches brunes uniformément réparties ou blancs avec de nombreuses taches rouille et cannelle situées principalement à l'extrémité large de l'œuf. Ils mesurent 16 à 17 mm de long sur 13 mm de large, et pèsent de 1 à 1,4 gramme. La femelle couve seule les œufs pendant 16 jours, le mâle n'approchant pas du nid jusqu'à plusieurs jours après l'éclosion. La femelle est assise face à la paroi arrière du nid, la tête et le corps protégés par le toit du nid et la queue sortant par l'ouverture. Elle se tient tapie à l'approche du danger, ne s'envolant généralement que lorsqu'un prédateur potentiel entre effectivement en contact avec le nid.
Les deux adultes nourrissent les oisillons et enlèvent les sacs fécaux, les femelles les transportant beaucoup plus loin que le mâle ne le fait. Les deux parents ont un comportement trompeur à l'approche du nid, prospectant comme en quête de nourriture — ou feignant prospecter — dans la végétation voisine. Ils ne restent que quelques secondes au même endroit, y compris dans le nid, ce qui rend plus difficile pour un prédateur de localiser les jeunes. Les oisillons, qui lancent de rapides petits cris aigus lorsqu'un adulte s'approche pour leur apporter de la nourriture, s'envolent dans les 10 à 11 jours après l'éclosion.

## Habitat et répartition

Répartition de la Paruline rouge.

Endémique des hauts plateaux du Mexique au Nord de l'isthme de Tehuantepec, la Paruline rouge a trois sous-populations disjointes : depuis le Sud-Ouest du Chihuahua jusqu'au Nord du Nayarit, entre le Sud du Jalisco et de l'Hidalgo jusqu'à l'Oaxaca et enfin du Guerrero jusqu'au Sud de l'Oaxaca dans la Sierra Madre del Sur,. Elle est considérée comme assez fréquente ou commune à l'intérieur des terres à des altitudes comprises entre 1 800 et 3 900 mètres,. Elle effectue des migrations altitudinales suivant les saisons, passant des pinèdes, chênaies-sapinières humides ou semi-humides de haute altitude pendant la saison de reproduction pour des altitudes plus basses, souvent dans des chênaies, en hiver,. Une étude de 1950 réalisée dans la région du lac Patzcuaro la plaçait parmi les petits oiseaux les plus communs dans cet habitat forestier, uniquement dépassée par le Roitelet à couronne dorée dans les sapinières et, en 1990, elle était le troisième Parulidae le plus présent dans les forêts de chênes et de conifères selon une autre étude.
Elle a été signalée une fois comme ayant été recueillie au Texas à la fin du xixe siècle, mais cet enregistrement n'a pas été validé par de nombreux auteurs et il n'y a aucune preuve solide qu'elle s'y soit réellement trouvée.

## Taxinomie
Quand il décrit la Paruline rouge en 1827, le naturaliste William Swainson la classe sous le protonyme de Setophaga rubra dans le genre Setophaga, même genre que celui de la Paruline flamboyante. Dans le demi-siècle qui suit, d'autres naturalistes la déplacent dans le genre Cardellina avec la Paruline à face rouge, mais aussi dans le vaste genre tropical Basileuterus ou encore dans les genres du Vieux Monde Sylvia et Parus. En 1873, les naturalistes Philip Lutley Sclater et Osbert Salvin proposent de la classer dans le genre Ergaticus, aux côtés de la Paruline à tête rose. En 2010, une étude replace l'espèce dans le genre Cardellina, au côté de quatre autres espèces.
On distingue trois sous-espèces, qui diffèrent légèrement par leur apparence :
- Cardellina rubra rubra, la sous-espèce type décrite par Swainson en 1827[16], a une tache blanche sur l'oreille et vit dans le Sud de l'État de Jalisco et de l'État d'Hidalgo à l'État d'Oaxaca[2] ;
- C. r. melanauris, qui a été décrite par Robert Thomas Moore en 1937[19], a les taches auriculaires grises et les parties supérieures un peu plus écarlates que C. r. rubra[3]. On la trouve du Sud-Ouest de l'État de Chihuahua au Nord de l'État de Nayarit[2] ;
- C. r. rowleyi a été décrite par R.T. Orr et J.D. Webster en 1968[20]. Elle a des taches blanches au niveau des oreilles et les parties supérieures d'un rouge rubis qui en font la plus brillante des trois sous-espèces, et on la trouve dans la Sierra Madre del Sur, de l'État de Guerrero au Sud de celui d'Oaxaca[3].

La Paruline rouge est étroitement liée à la Paruline à tête rose du Chiapas et du Guatemala, avec laquelle elle forme une super-espèce. Malgré leurs aires de répartition disjointes et de leurs plumages différents, les deux ont parfois été considérées comme conspécifiques. À l'inverse, on a également suggéré que la Paruline rouge soit séparée en une espèce nordique aux oreilles grises (C. melanauris) et une espèce méridionale aux oreilles blanches (C. rubra).
Son nom vernaculaire, Paruline rouge, est une simple référence à sa couleur. Son ancien nom de genre, Ergaticus, est une version latinisée du grec ancien ergatikos, qui signifie « disposé ou apte au travail » tandis que son nom d'espèce, rubra, signifie « rouge » en latin.

## Conservation et menaces
L'Union internationale pour la conservation de la nature (UICN) classe la Paruline rouge parmi les espèces de préoccupation mineure. Bien qu'il y ait des preuves que ses effectifs soient en baisse, celle-ci est lente et la population reste très élevée, avec des estimations allant de 50 000 à 500 000 oiseaux. Cependant, les zones boisées où l'oiseau vit sont pour la plupart menacées au Mexique, par l'exploitation forestière, l'expansion agricole, la collecte de bois de chauffage, la construction de routes, le développement touristique, le surpâturage et l'urbanisation intensive. Les coupes sélectives dans les forêts de pins sont en revanche favorables à cette espèce, qui préfère les zones exposées aux rayons de soleil pour se reproduire.